# Médio Egito
Médio Egito é a porção de terra entre o Baixo Egito (Delta) e o Alto Egito, que se estende de Beni Suef (31° 05' N latitude) no norte para Sohag (26° 30' N. latitude) ao sul. Durante o Antigo Egito foi dividido entre o Alto e Baixo Egito. Não existia até o século XIX quando os arqueólogos sentiram a necessidade de dividir o Alto Egito em dois. Como resultado, eles cunharam o termo “Médio Egito” para o trecho do rio entre o Cairo e Qena Bend.

## Grandes cidades
- Assiut
- Beni Suef
- Mallawi
- Menia
- Sohag